# João Carlos (ur. 1972)
João Carlos, właśc. João Carlos dos Santos (ur. 10 września 1972 w Sete Lagoas) – brazylijski piłkarz, występujący na pozycji środkowego obrońcy.

## Kariera klubowa
João Carlos rozpoczął piłkarską karierę w klubie Democrata Sete Lagoas w 1992 roku. W 1994 przeszedł do Cruzeiro EC. W Cruzeiro grał do 1998 roku. W tym czasie zdobył z Cruziero mistrzostwo stanu Minas Gerais – Campeonato Mineiro w 1996, 1997 i 1998 roku oraz Puchar Recopa 1998. W 1999 przeszedł do Corinthians Paulista. Corinthians zdobył mistrzostwo Brazylii 1999, mistrzostwo stanu São Paulo – Campeonato Paulista w 1999 oraz Klubowy Mistrzostwo Świata 2000. W latach 2001–2002 grał ponownie w Cruzeiro, po czym wyjechał do Japonii do Cerezo Osaka. Po powrocie do Brazylii grał w Botafogo, Villa Nova AC, Paysandu SC SC, EC Democrata oraz Ipatinga FC w której skończył karierę w 2006 roku.

## Kariera reprezentacyjna
João Carlos za sobą występy w reprezentacji Brazylii, w której zadebiutował 9 czerwca 1999 w towarzyskim meczu z reprezentacją Holandii. W 1999 roku wygrał z canarinhos Copa America oraz zajął drugie miejsce w Pucharze Konfederacji, w którym 4 sierpnia 1999 João Carlos wystąpił po dziesiąty i zarazem ostatni w barwach canarinhos w meczu z reprezentacją Meksyku.